# 东圣安东尼奥
东圣安东尼奥是巴西马托格罗索州的一个市镇。总面积3596.798平方公里，总人口3219人，人口密度0.9人/平方公里。